# Juncetalia maritimi
Juncetalia maritimi és una classe fitosociològica que agrupa jonqueres i pastures de sòls feblement salins, que poden trobar-se a la línia litoral o bé a l'interior, en conques endorreiques o bé en surgències salades. Rep el seu nom del jonc marí (Juncus maritimus).
Les associacions d'aquesta classe presents als Països Catalans, s'agrupen en les següents aliances:
- Juncion maritimi,[1] amb les associacions:
  - Junco-Triglochinetum maritimi[2]
  - Spartino-Juncetum maritimi[2]
  - Soncho-Juncetum maritimi[2]
  - Caricetum-divisae[2]
  - Carici-Juncetum maritimi[2]
- Plantaginion crassifoliae,[1] amb les associacions:
  - Schoeno-Plantaginetum crassifoliae[2]
- Trifolion maritimi[1]